# Габсбург-Лауфенбург

Герб.

Габсбург-Лауфенбург — ветвь швейцарского рода Габсбургов, существовавшая с 1232 по 1408 г. Графы Габсбург-Лауфенбург пользовались влиянием в Швейцарии и нынешнем южном Бадене.

## История
После гибели графа Габсбурга Рудольфа II в 1232 г. в последующие два года его сыновья Альбрехт IV (основатель старшего рода Гасбургов) и Рудольф III (основатель линии Лауфенбург, известен как Рудольф I Габсбург-Лауфенбург) разделили владения отца. О разделе известно только из изданного около 1238/39 г. арбитражного документа, фактические территориальные последствия проявились примерно с 1270 г.
К Лауфенбургам перешли восточные владения Гасббургов: во Фрикгау (резиденция — замок Лауфенбург), в Альбгау (замок Хауэнштайн), Ааргау (замок Штайн), Обвальдене и в графстве Клетгау. Сами графы всегда называли себя в честь Габсбургов, с XIV в. иногда добавляя титул графа.

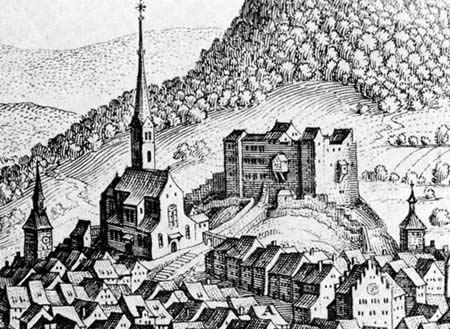
Руины замка Лауфенбург (иллюстрация 1654 г.).

Через брак Рудольфа III с сестрой последнего графа Рапперсвиль Елизаветой, Иоганн I унаследовал обширные владения семьи Рапперсвиль в Цюрихгау и городе Рапперсвиль. Из-за своих долгов Иоганн был втянут в споры, связанные с революцией цюрихских гильдий в 1336 году, и погиб в 1337 году в битве при Гринау против бургомистра Цюриха Рудольфа Бруна. Его несовершеннолетние дети Иоганн и Верена выросли при дворе Габсбургов.
В 1350 г. в обмен на списание долгов Иоганн II принял участие в попытке (Цюрихская ночь убийств) свергнуть бургомистра Бруна в Цюрихе. Однако план был раскрыт, и граф был заключён на три года в тюрьму в городской башне Велленбергтурм. Там он написал blawe Minnelied Blümli, которую Иоганн Гёте обнаружил во время своего третьего путешествия в Швейцарию и переработал в своей поэме Das Blümlein schön. Крепости в Рапперсвиле и Альтендорфе были разрушены Бруном. Иоганн был освобожден только после вмешательства родственников, но в 1354 году ему пришлось продать свои поместья в верхней части Цюрихского озера герцогу Австрии Альбрехту II и принести клятвенный отказ от вражды (Urfehde) городу Цюрихом.
Право графов чеканить монеты было передано в залог городу Лауфенбургу в 1363 г., который в 1408 г. получил его окончательно. К 1386 году большая часть владений Габсбургов-Лауфенбургов перешла к главной линии Габсбургов, включая город и замок Лауфенбург. Последний из рода Лауфенбург Иоганн IV умер в 1408 г. и не оставил потомков мужского пола с правом на наследство. В 1410 г. брак его дочери Урсулы с графом Рудольфом III фон Зульцем передало ландграфство Клетгау графам Зульц.